# ...And Soul It Goes
| Críticas profissionais | Críticas profissionais |
| Avaliações da crítica  | Avaliações da crítica  |
| Fonte                  | Avaliação              |
| ---------------------- | ---------------------- |
| Galeria Musical        | [ 1 ]                  |

…And Soul It Goes é o álbum de estreia da banda francesa Century, lançado em 1986 pela gravadora Clever. A canção "Lover Why" ficou em primeiro lugar na França durante sete semanas. No Brasil, a canção entrou na trilha sonora da novela Ti Ti Ti, como tema dos personagens Gaby e Pedro. O single "Jane" alcançou a posição #35 na França. Os outros singles "Gone with the Winner" e "Self Destruction" não entraram em nenhuma parada musical, mas "Gone with the Winner" foi usada na trilha sonora da novela Hipertensão.

## Faixas
| N.º | Título                    | Duração |  |
| 1.  | "Pay as You Hurt"         | 5:43    |  |
| 2.  | "Lover Why"               | 5:59    |  |
| 3.  | "Nigel Understands"       | 6:15    |  |
| 4.  | "(On A) Landslide"        | 7:23    |  |
| 5.  | "Jane"                    | 4:21    |  |
| 6.  | "The Day the Water Dried" | 4:13    |  |
| 7.  | "Gone with the Winner"    | 4:27    |  |
| 8.  | "Self Destruction"        | 5:25    |  |
| 9.  | "Fly Me to the Ground"    | 5:46    |  |